# Heinz Peter Brogiato
Heinz Peter Brogiato (* 1958) ist ein deutscher Geograph und Historiker.

## Leben
Kindheit und Jugend in Birresborn (Eifel), 1977 Reifeprüfung am St. Matthias-Gymnasium in Gerolstein. Nach Ableistung des Wehrdienstes Studium der Fächer Geographie und Geschichte an der Universität Trier. 1986 Studienabschluss (M.A.), anschließend wissenschaftlicher Mitarbeiter von Prof. Walter Sperling (Didaktik der Geographie) im FB VI Geographie/Geowissenschaften an der Universität Trier. Lehre innerhalb der Humangeographie, Auslandsexkursionen nach Polen, Tschechien und in die Slowakei. 1996 Promotion zum Dr. phil. mit einer Dissertation zur Geschichte der Schulgeographie.
Von 2000 bis 2024 Leiter der Abteilung Geographische Zentralbibliothek/Archiv für Geographie im Leibniz-Institut für Länderkunde in Leipzig. Seit 2013 Aufbau der Bibliothek der deutschen Heimatzeitschriften.

## Arbeitsschwerpunkte
Geschichte der Geographie und Kartographie, Geschichte des geographischen Unterrichts, Historische Geographie und Deutsche Landeskunde, bibliographische und dokumentarische Arbeiten

## Publikationen (Auswahl)
Monographien
- (gemeinsam mit Walter Sperling): Betrachtungen zur Wandkarte "Asia" von Emil von Sydow (1838). 150 Jahre Schulwandkarten bei Justus Perthes. Darmstadt: Justus Perthes 1989
- "Wissen ist Macht – Geographisches Wissen ist Weltmacht!" Die schulgeographischen Zeitschriften im deutschsprachigen Raum (1880–1945) unter besonderer Berücksichtigung des 'Geographischen Anzeigers'. 2 Bände, Trier: Geographische Gesellschaft Trier 1998 (Materialien zur Didaktik der Geographie; 18) <zgl. Diss. Trier 1996> (ISBN 3-927079-98-7)
- (gemeinsam mit Luise Grundmann): Mitteldeutschland in frühen Luftbildern. Ballon-fotografien aus dem Archiv des Leibniz-Instituts für Länderkunde Leipzig e. V. Leipzig: Lehmstedt 2005 (ISBN 3-937146-20-2)
- Leipzig um 1900. Erster Band: Die Innenstadt in kolorierten Ansichtskarten aus dem Archiv des Leibniz-Instituts für Länderkunde Leipzig. Leipzig: Lehmstedt 2009. (2., korr. u. aktual. Aufl. 2010) ((ISBN 978-3-937146-69-0)
- Leipzig um 1900. Zweiter Band: Die Stadtteile in kolorierten Ansichtskarten aus dem Archiv des Leibniz-Instituts für Länderkunde Leipzig. Leipzig: Lehmstedt 2009 (ISBN 978-3-937146-69-0)
- (gemeinsam mit Ute Wardenga, Norman Henniges und Bruno Schelhaas): Der Verband deutscher Berufsgeographen 1950–1979. Eine sozialgeschichtliche Studie zur Frühphase des DVAG. Leipzig: Leibniz-Institut für Länderkunde 2011 (Forum IfL; 16) (ISBN 978-3-86082-078-0)
- Über den Dächern von Leipzig. Luftbilder 1909–1935. Mit einem Nachwort von Matthias Meusch. Leipzig: Lehmstedt 2012 (2., korr. Aufl. 2013) (ISBN 978-3-942473-44-6)
- Leipzig aus der Luft – gestern und heute. Luftbilder 1909–2014. Fotos von Dietmar Baudiß. Leipzig: Lehmstedt 2014. 135 S. (ISBN 978-3-942473-97-2)
- Leipziger Spaziergänge: Plagwitz (2016, 2. Aufl. 2022; ISBN 978-3-95797-043-5); Alt-Gohlis (2018; ISBN 978-3-95797-056-5); Südvorstadt (2019; ISBN 978-3-95797-072-5); Connewitz (2021; ISBN 978-3-95797-105-0); Lindenau (2023; ISBN 978-3-95797-143-2); Gohlis (2023; ISBN 978-3-95797-155-5); Nordvorstadt (2024; ISBN 978-3-95797-168-5). Leipzig: Lehmstedt
- Leipzig. Auferstanden aus Ruinen. Fotografien aus dem Archiv des Leibniz-Instituts für Länderkunde und von Martin Toste. Beucha, Markkleeberg: Sax-Verlag 2024 (ISBN 978-3-86729-290-0)

Herausgeberschaft
- (gemeinsam mit Hans-Martin Cloß): Geographie und ihre Didaktik. Festschrift für Walter Sperling. Teil 1: Beiträge zur Deutschen Landeskunde und zur Regionalen Geographie. Teil 2: Beiträge zur Geschichte, Methodik und Didaktik von Geographie und Kartographie. Trier: Geographische Gesellschaft Trier 1992 (Materialien zur Didaktik der Geographie; 15; 16)
- Geographische Namen in ihrer Bedeutung für die landeskundliche Forschung und Da-stellung. Referate des 8. Arbeitstreffens des Arbeitskreises Landeskundliche Institute und Forschungsstellen in der Deutschen Akademie für Landeskunde, Trier, 21.–23. Mai 1998. Trier: Dokumentationszentrum für deutsche Landeskunde 1999 (DL – Berichte und Dokumentationen; 2) (ISBN 3-9805219-1-5)
- (gemeinsam mit Alois Mayr): Joseph Partsch. Wissenschaftliche Leistungen und Nachwirkungen in der deutschen und polnischen Geographie. Vorträge und Dokumentationen anlässlich des Gedenkkolloquiums für Joseph Partsch (1851–1925) am 7. und 8. Februar 2002 im Institut für Länderkunde, Leipzig. Leipzig: Institut für Länderkunde 2002 (Beiträge zur regionalen Geographie; 58) (ISBN 978-3-86082-046-9)
- Die Anden – Geographische Erforschung und künstlerischer Darstellung. 100 Jahre Andenexpedition von Hans Meyer und Rudolf Reschreiter 1903–2003. München: Deutscher Alpenverein 2003 (Wissenschaftliche Alpenvereinshefte; 37) (ISBN 3-928777-98-X)
- Ritter der Lüfte. Ballonfahrten um 1900. Leipzig: Lehmstedt 2006 (ISBN 3-937146-31-8)
- Meyers Universum. Zum 150. Geburtstag des Leipziger Verlegers und Geographen Hans Meyer (1858–1929). Leipzig: Leibniz-Institut für Länderkunde 2008 (ISBN 978-3-86082-065-0)
- (gemeinsam mit Klaus-Peter Kiedel): Forschen, reisen, entdecken. Lebenswelten in den Archiven der Leibniz-Gemeinschaft. Halle (Saale): Mitteldeutscher Verlag 2011 (ISBN 978-3-89812-821-6) (engl. Ausg.: Research, travel, exploration 2014; ISBN 978-3-95462-191-0)
- (gemeinsam mit Bruno Schelhaas): „Die Feder versagt …“. Feldpostbriefe aus dem Ersten Weltkrieg an den Leipziger Geographie-Professor Joseph Partsch. Leipzig: Leipziger Universitätsverl. 2014 (ISBN 978-3-86583-871-1)
- (gemeinsam mit Matthias Röschner): Koloniale Spuren in den Archiven der Leibniz-Gemeinschaft. Halle (Saale) Mitteldeutscher Verlag 2020 (ISBN 978-3-96311-250-8)
- (gemeinsam mit Bruno Schelhaas): Zwischen Shetland und Nubien. Reisebriefe von Alphons Stübel an seine Familie 1856–1866. Leipzig: Leibniz-Institut für Länderkunde 2022 (Forum IfL; 42) (ISBN 978-3-86082-115-2) URN: http://nbn-resolving.de/urn:nbn:de:0168-ssoar-83261-2
- (gemeinsam mit Bruno Schelhaas): Naturwunder und „Lumpengesindel“. Reisebriefe von Alphons Stübel an seine Familie 1868–1877. Leipzig: Leibniz-Institut für Länderkunde 2023 (Forum IfL; 45) (ISBN 978-3-86082-118-3) URN: http://nbn-resolving.de/urn:nbn:de:0168-ssoar-91019-0

Bibliographien
- (gemeinsam mit Walter Sperling): Neues Schrifttum zur deutschen Landeskunde. Berichtsjahre 1980–1984. Trier: Zentralausschuß für deutsche Landeskunde 1984–1993
- Dokumentation: Geographische Zeitschriften und Schriftenreihen des deutschsprachigen Raumes. In: Geographisches Taschenbuch (Stuttgart) Ausg. 18 (1985/1986) – 34 (2017/2018)
- (gemeinsam mit Walter Sperling unter Mitarbeit von Ulrike Schmid): DDR-Bibliographie 1984–1986. München (u. a.): Saur 1991 (Bibliographien zur regionalen Geographie und Landeskunde; 8) (ISBN 3-598-21138-4)
- Tschechoslowakei – Tschechien – Slowakei. Literatur in westlichen Sprachen 1975–1995. Frankfurt am Main (u. a.): Peter Lang 1997 (Wiener Osteuropa-Studien; 6) (ISBN 3-631-32654-8)
- GutsMuths-Bibliographie. Veröffentlichungen von und über Johann Christoph Friedrich GutsMuths. In: Beiträge und Bibliographie zur GutsMuths-Forschung. Hrsg. von Rolf Geßmann und Manfred Lämmer. Sankt Augustin: Academia 1998, S. 137–237 (ISBN 3-88345-747-7)
- Bibliographie Edgar Lehmann. In: Edgar Lehmann zum Gedächtnis. Ein Leben für Geographie und Kartographie. Hrsg. von Alois Mayr u. Luise Grundmann. Leipzig: Institut für Länderkunde 2001, S. 74–100 (ISBN 3-86082-041-9)
- Bibliothek der deutschen Heimatzeitschriften. Katalog der landeskundlichen Zeitschriften, Jahrbücher und Serien in der Geographischen Zentralbibliothek. Leipzig: Leibniz-Inst. für Länderkunde 2019 (Daten, Fakten, Literatur zur Geographie Europas; 13) (ISBN 978-3-86082-108-4)

Aufsätze
- (gemeinsam mit Werner Grasediek): Geschichte der Eifel und des Eifelvereins von 1888 bis 1988. [Abschnitte 1–6: 1888 bis 1933]. In: Die Eifel 1888–1988. Zum 100jährigen Jubiläum des Eifelvereins. Hrsg. vom Eifelverein. o. O. [Düren: Eifelverein] o. J. [1988], S. 141–408 (2., durchges. Aufl. 1989) (ISBN 3-921805-17-1)
- (gemeinsam mit Dirk Hänsgen, Ulrike Schmid und Walter Sperling): Paul Langhans und seine Wandkarte der deutschen Kolonien in Afrika (1908). In: Perspektiven der Entwicklungsländerforschung. Festschrift für Hans Hecklau. Hrsg. von Harald Leisch. Trier: Geographische Gesellschaft Trier 1995, S. 81–102 (Trierer geographische Studien; 11).
- "In schwerem Kampfe um die Geltung der Geographie." Die Schulgeographie im Spiegel der Deutschen Geographentage 1881–1948. In: Kontinuität und Diskontinuität der deutschen Geographie in Umbruchphasen. Studien zur Geschichte der Geographie. Hrsg. von Ute Wardenga und Ingrid Hönsch. Münster: Institut für Geographie 1995, S. 51–81 (Münstersche geographische Arbeiten; 39) (ISBN 3-9803935-3-4)
- "An dem Knochen wird von vielen genagt." Zur Entwicklung der geographischen Schulatlanten im 19. Jahrhundert. In: Internationale Schulbuchforschung (Hannover) 19, 1997, H. 1, S. 35–66
- Zur Professionalisierung der Geographielehrer an den höheren Lehranstalten Preußens vor dem Ersten Weltkrieg. In: Geographie und ihre Didaktik (Hildesheim) 26, 1998, H. 1, S. 24–38
- (gemeinsam mit Walter Sperling): Der Einsatz von Karten in der landeskundlichen Arbeit. Zwei Beispiele aus Niederschlesien. In: Opuscula Silesiaca. Festschrift für Josef Joachim Menzel zum 65. Geburtstag. Hrsg. von Winfried Irgang und Hubert Unvericht. (= Jahrbuch der Schlesischen Friedrich-Wilhelm-Universität zu Breslau; 38/39 für 1997/1998). Stuttgart: Thorbecke 1999, S. 813–829 (3-7995-6238-9)
- Joseph Partsch (1851–1925) – erster Ordinarius für Geographie an der Universität Breslau. Sein Beitrag zur Geographie und Landeskunde Schlesiens. In: Jahrbuch der Schlesischen Friedrich-Wilhelms-Universität zu Breslau (Neustadt/Aisch) 42–44, 2001–2003 (2003), S. 327–344
- PGM in der Epoche der Weltkriege (1909–1945). In: Petermanns geographische Mitteilungen (Gotha) 148, 2004, H. 6, S. 20–29
- Geschichte der deutschen Geographie im 19. und 20. Jahrhundert – ein Abriss. In: Allgemeine Anthropogeographie. Hrsg. von Winfried Schenk und Konrad Schliephake. Gotha: Perthes 2005, S. 41–81 (ISBN 978-3-623-00853-0)
- (gemeinsam mit Hans-Dietrich Schultz): Die „Gesellschaft für Erdkunde zu Berlin“ und Afrika. In: „... Macht und Anteil an der Weltherrschaft“. Berlin und der deutsche Kolonialismus. Hrsg. von Ulrich van der Heyden und Joachim Zeller. Münster: Unrast 2005, S. 87–93 (ISBN 978-3-89771-024-5)
- (gemeinsam mit Bernhard Fritscher und Ute Wardenga): Visualisierungen in der deutschen Geographie des 19. Jahrhunderts. Die Beispiele Robert Schlagintweit und Hans Meyer. In: Berichte zur Wissenschaftsgeschichte (Weinheim) 28, 2005, S. 237–254
- „Baedeker“ und „Stieler“. Die Rolle des Verlagswesens zwischen Popularisierung und Professionalisierung der Geographie im 19. Jahrhundert. In: Wissenschaftsverlage zwischen Professionalisierung und Popularisierung. Hrsg. von Monika Estermann und Ute Schneider. Wiesbaden: Harrassowitz (in Komm.) 2007, S. 77–114. (Wolfenbütteler Schriften zur Geschichte des Buchwesens; 41) (ISBN 978-3-447-05626-7)
- Gotha als Wissens-Raum. In: Die Verräumlichung des Welt-Bildes. Petermanns Geographische Mitteilungen zwischen „explorativer Geographie“ und der „Vermessenheit“ europäischer Raumphantasien. Beiträge der Internationalen Konferenz auf Schloss Friedenstein Gotha, 9.–11. Oktober 2005. Hrsg. von Sebastian Lentz und Ferjan Ormeling. Stuttgart: Steiner 2008, S. 15–29. (Friedenstein-Forschungen; 2) (ISBN 978-3-515-08830-5)
- Das Leibniz-Institut für Länderkunde in Leipzig. Geographische Forschung und Sammlung in Vergangenheit und Gegenwart. In: Mitteldeutsches Jahrbuch für Kultur und Geschichte (Dößel) 15, 2008 (2009), S. 147–162
- Abenteurer, Forscher und Gelehrte – Leipziger erkunden und beschreiben die Welt. In: Auf der Suche nach Vielfalt. Ethnographie und Geographie in Leipzig. Hrsg. von Claus Deimel, Sebastian Lentz und Bernhard Streck. Leipzig: Leibniz-Institut für Länderkunde 2009, S. 13–45 (ISBN 978-3-86082-069-8)
- Die Collection Alphons Stübel – Fotografische Quellen als europäische Repräsentation und kulturelles Erbe Südamerikas (am Beispiel Ecuadors). In: Beschreibung, Vermessung und Visualisierung der Welt. Beiträge der Tagung vom 6. bis 8. Mai 2011 an der Akademie gemeinnütziger Wissenschaften zu Erfurt. Hrsg. von Ingrid Kästner und Jürgen Kiefer. Aachen: Shaker-Verl. 2012, S. 331–352 (Europäische Wissenschaftsbeziehungen; 4) (ISBN 3-8440-0833-0)
- Von der Expedition zur Schulwissenschaft. Die Entwicklung der Geographie im 19. Jahrhundert. In: Arktis bis Afrika. 150 Jahre wissenschaftliche Geographie in Deutschland. Hrsg. von Jürgen Runge. Frankfurt a. M.: Frankfurter Geogr. Gesellschaft 2015, S. 161–207 (Frankfurter geographische Hefte; 70) (ISBN 3-9808888-8-6)
- Historische Fotobestände aus Südamerika im Archiv für Geographie (Leipzig). In: Visual history. Online-Nachschlagewerk für die historische Bildforschung https://www.visual-history.de/2017/01/30/historische-fotobestaende-aus-suedamerika-im-archiv-fuer-geographie-leipzig/ (30. Januar 2017)
- Geographen und Geologen unterwegs zwischen Wien und Konstantinopel. Befunde aus dem Archiv für Geographie. In: Deutsche und österreichische Forschungsreisen auf den Balkan und nach Nahost. Hrsg. von Johannes Seidl, Ingrid Kästner, Jürgen Kiefer und Michael Kiehn. Aachen: Shaker-Verl. 2017, S. 143–158 (Europäische Wissenschaftsbeziehungen; 13) (ISBN 978-3-8440-5012-7) URN: urn:nbn:de:101:1-201708131910
- „Sich selbst ein Monument gesetzt“ – Hans Meyer und der Kilimandscharo. In: Koloniale Spuren in den Archiven der Leibniz-Gemeinschaft. Hrsg. von H. P. Brogiato und Matthias Röschner. Halle (Saale) 2020, S. 52–73
- Mit Zeichenblock und Kamera unterwegs. „Geographen“ auf Forschungsreise im 19. Jahrhundert. In: Die Empirik des Blicks. Bedeutungszuweisungen wissenschaftlicher Expeditionsfotografie = The empirical gaze. Interpretations of scientific expedition photography. Hrsg. von Gisela Parak und Elke Bauer. Halle, Saale: Mitteldeutscher Verlag 2021, S. 21–39 (engl. Übers. S. 40–51: Travelling with sketch pad and camera. „Geographers“ on Expedition in the 19th Century) (ISBN 978-3-96311-534-9)
- (gemeinsam mit Haik Thomas Porada): Paul Lehmann – Gymnasialdirektor und Hochschullehrer aus Darsband. In: Rugia. Rügen-Jahrbuch (Putbus) 2023 [2022], S. 115–121 und 1924 [2023], S. 65–74
- (gemeinsam mit Harald Zepp, Andreas Dix, Karl-Heinz Schmidt, Roland Mäusbacher und Jürgen Herget): Herbert Liedtke (1928–2022). Ein Geograph in der zweiten Hälfte des 20. Jahrhunderts. In: Berichte Landeskunde und Geographie (Stuttgart) 96, 2023, H. 2, S. 172–183 https://biblioscout.net/article/10.25162/bgl-2023-0009  URN: urn:nbn:de:101:1-2023060920011316916290
- Zahlreiche Biographien von Geographen im Lexikon der Geographie (2001/2002), im Werk „Germany and the Americas“ (2005), in der Neuen Deutschen Biographie (2013ff.) und in der Sächsischen Biografie (2005–2009)

## Auszeichnungen
- 1996 Dissertationspreis der Universität Trier
- 2011 Silberne Verdienstnadel des Eifelvereins
- 2020 (mit Matthias Röschner) Publikationspreis des Deutschen Museums
- 2024 Ernst Rudorff-Medaille des Bundes Heimat und Umwelt